# Apol·loni de Nàucratis
Apol·loni (en grec antic: Απολλώνιος, llatí: Apollonius) fou un sofista grec nascut a Nàucratis (Egipte), deixeble d'Adrià de Tir i de Crest de Bizanci, que va estudiar a Atenes.
Es va oposar a Heraclides de Lícia, i amb l'assistència dels seus companys finalment el va expulsar. Era un orador polític, que preparava els seus discursos retirat de tothom. Va ser censurat per la seva vida dissoluta, ja que va tenir un fill, Rufí, amb una hetera. Va morir a Atenes als 70 anys, segons Filòstrat d'Atenes i Eudòxia Macrembolitissa.